# Pseudogaltonia clavata
Pseudogaltonia clavata är en sparrisväxtart som först beskrevs av John Gilbert Baker och Maxwell Tylden Masters, och fick sitt nu gällande namn av Edwin Percy Phillips. Pseudogaltonia clavata ingår i släktet Pseudogaltonia och familjen sparrisväxter. Inga underarter finns listade i Catalogue of Life.